# Villeneuve-la-Garenne
Villeneuve-la-Garenne este un oraș în Franța, în departamentul Hauts-de-Seine, în regiunea Île-de-France. 
1. ↑   (PDF), accesat în 22 iunie 2020
2. ↑  répertoire géographique des communes, accesat în 26 octombrie 2015
3. ↑  dataset of postal codes in France, 1 octombrie 2018